# Сюаньцзан
Сюа́ньцзан (кит. упр. 玄奘, пиньинь Xuánzàng; «Таинственный толстяк», 602—664; другие варианты написания имени по-русски: Сюань-Цзан, Сюань-цзан) — китайский буддийский монах, учёный, философ, путешественник и переводчик времён династии Тан.
Сюаньцзан родился в 602 году в семье учёных; имя, данное ему при рождении, — Чэнь И (陳褘). Он известен в первую очередь своим семнадцатилетним путешествием в Индию, где он учился и общался со знаменитыми буддийскими мастерами, в частности в монастыре Наланда.
Сюаньцзан привёз в Танский Китай из Индии 657 текстов буддийского канона Трипитаки на санскрите. Впоследствии получил прозвище «Монах Трипитака».
Получил поддержку императора и организовал большую школу переводов в городе Чанъань, привлекая к работе многочисленных учеников по всей Восточной Азии. Перевёл на китайский язык 1330 сочинений. Наибольший интерес для него представляла школа Йогачара (кит. 瑜伽行派) или Читтаматра («только сознание») (кит. 唯識).
В результате деятельности его школы переводов на Дальнем Востоке была основана буддийская школа Фасян-[цзун] (кит. 法相宗), которая распространилась в Японии под тем же названием (в японском произношении Хоссо-сю (японский аналог индийской школы Йогачара). Хотя школа Фасян существовала недолго, её взгляды о сознании, ощущениях, карме, реинкарнации были потом переняты многими поздними школами. Первым патриархом школы Фасян стал наиболее выдающийся ученик Сюаньцзана Куйцзи (кит. 窺基).
Школа Фасян в дальнейшем подверглась уничтожающей критике другим учеником Сюаньцзана Фацзаном, (кит. 法藏), который основал школу Хуаянь, основанную на иных принципах.

## Ранние годы
В молодости Сюаньцзан приобрёл обширные познания в буддизме. Сюаньцзан переехал в Чанъань, где работал с известными учёными буддистами. Он пришёл к выводу, что большинство разногласий между существующими школами вызвано отсутствием хороших переводов канонических произведений. Особенно не хватало перевода «Йогачара-бхуми-шастры» — энциклопедического сочинения, в котором подробно излагался путь к достижению состояния Будды в соответствии с учением Йогачары. Он считал, что перевод этого сочинения Асанги способствовал бы устранению споров. В VI веке индийский учитель Парамартха уже перевёл часть этого трактата на китайский, но некоторых частей недоставало. Сюаньцзан решил достать в Индии полный оригинальный текст памятника и перевести его на китайский.

## Паломничество в Индию

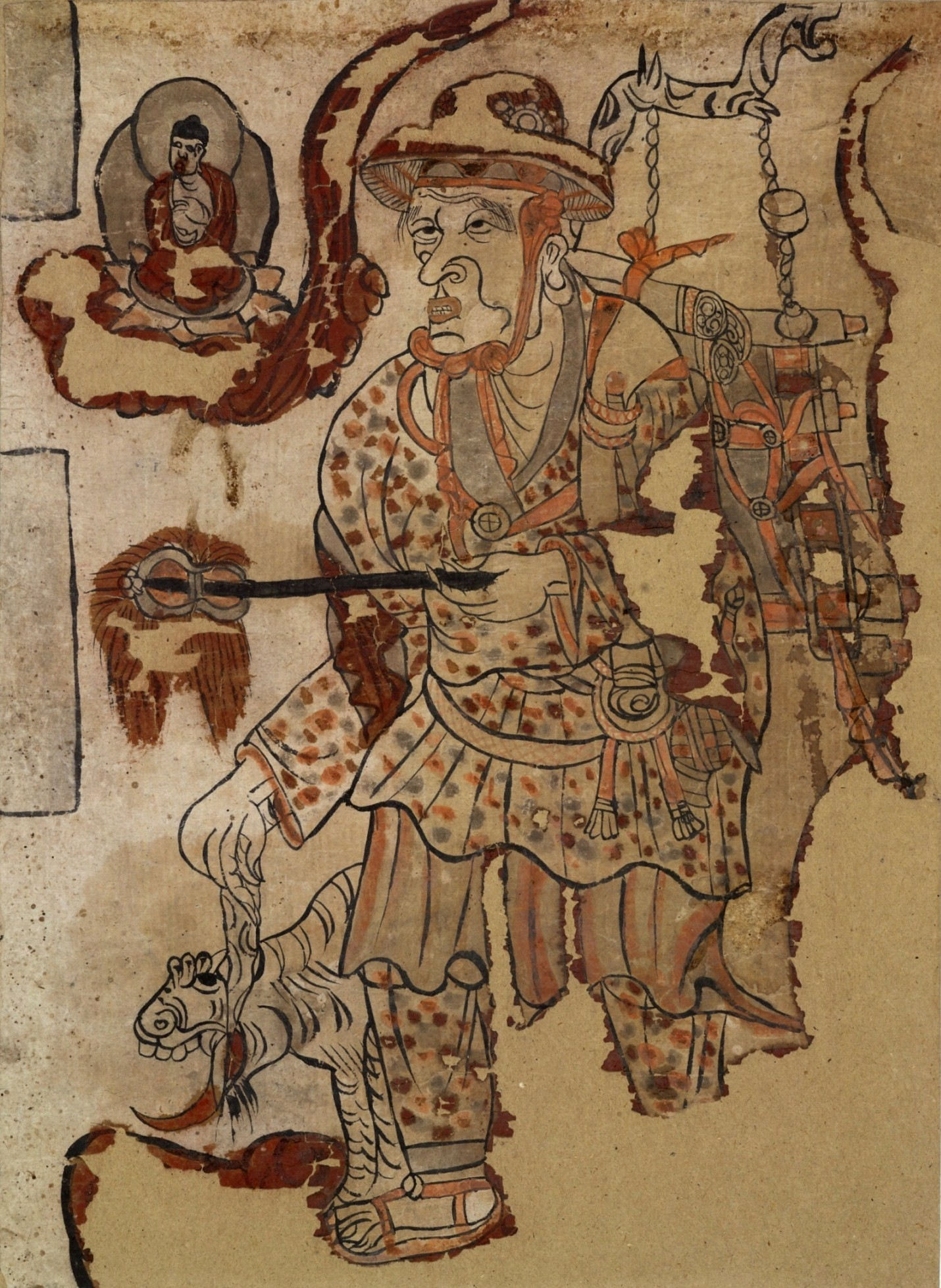
Предполагаемое изображение Сюаньцзана. Рисунок тушью и краской по бумаге из пещер Могао, IX век

В 629 году Сюаньцзан увидел сон, который побудил его предпринять паломничество в Индию. В то время Китай вёл войну и зарубежные поездки были запрещены, император не дал разрешения на поездку. Сюаньцзану удалось убедить стражников у заставы Юймэньгуань и покинуть империю через Лянчжоу (Ганьсу) и Цинхай. Он пересёк пустыню Гоби, через Кумул (Хами) попал на Тянь-Шань и в 630 году прибыл в Турфан. Царь Турфана был буддистом, он снарядил его для дальнейшей поездки, дав рекомендательные письма.
Двигаясь дальше на запад, Сюаньцзан смог спастись от грабителей, добрался до Яньци, потом направился в монастыри Сарвастивады в Куче. Потом он перешёл Аксу, повернул на северо-запад, перешёл Тянь-Шань через перевал Бедал и оказался на территории нынешнего Кыргызстана. Он обогнул озеро Иссык-Куль, попал в Суяб (в Чуйской долине близ современного Токмака), где встретил кагана западных тюрков, отношения которых с Китаем тогда были дружествены. Затем Сюаньцзан направился на юго-запад к Чжэши (赭時, ныне Ташкент), оттуда пересёк пустыню и попал в Самарканд, который находился под влиянием Персидской империи, там обнаружил покинутые буддийские храмы. Царь, однако, оказал ему поддержку. Двигаясь на юг, Сюаньцзан направился на Памир, прошёл через перевал Железные Ворота. Далее он спустился к Амударье и вошёл в Термез, где обнаружил большую общину из тысячи буддийских монахов.
Далее он переправился через реку Кундуз, где оказался свидетелем похорон принца Тарду, которого отравили. Там Сюаньцзан познакомился с монахом Дхармасимхой и по совету местного царя направился на запад в Балх (в современном Афганистане), где расположены буддийские памятники и святые места. Там он увидел монастыри, где жили более 3000 монахов, принадлежавших к буддистскому течению Хинаяна. Вместе с монахом Праджнякарой Сюаньцзан изучал хинаянские тексты. Праджнякара потом сопровождал Сюаньцзана далее в Бамиан, где тот встретился с царём и увидел десяток хинаянских монастырей и две большие статуи Будды, высеченные в скале.
После этого он через перевал Шибар попал в город Каписи (60 км к северу от современного Кабула), где в то время было около сотни буддийских монастырей и 6000 монахов, принадлежавших главным образом к течению Махаяна. Это уже была территория Гандхары. Здесь Сюаньцзан принимал участие в буддийских дебатах и познакомился со многими буддийскими школами. Здесь же он встретил первых индуистов и джайнов. Далее он направился в афганский Джелалабад, который в те времена уже считался Индией. Он достиг Джелалабада в 630 году.

## Индия

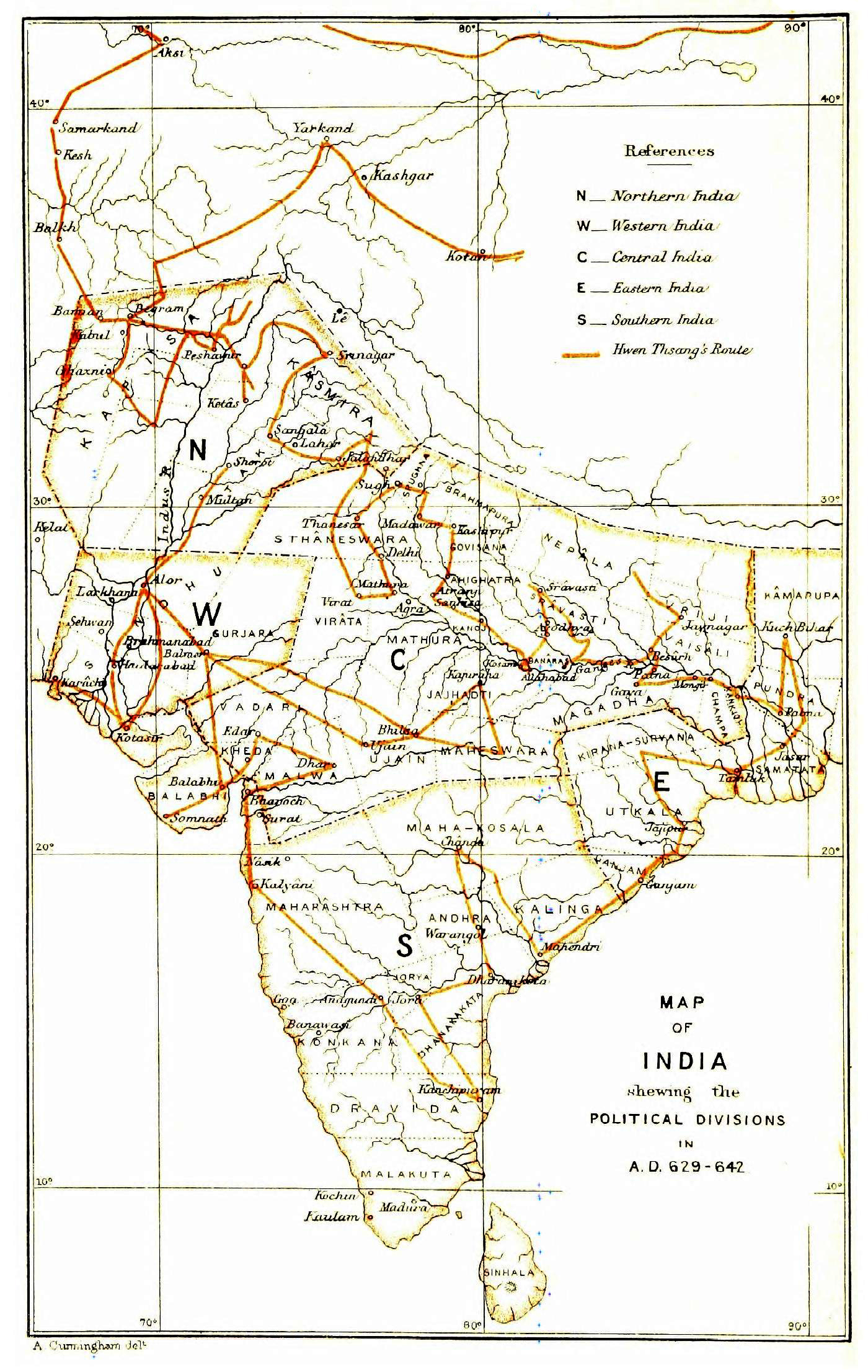
Реконструированный маршрут Сюаньцзана по Индии в 629—645 гг. н. э. Вместе с Наландой в Бихаре он посетил места, которые сейчас принадлежат Кашмиру, Гуджарату, Мадхья-Прадешу, Одише, Тамил Наду и Бангладеш

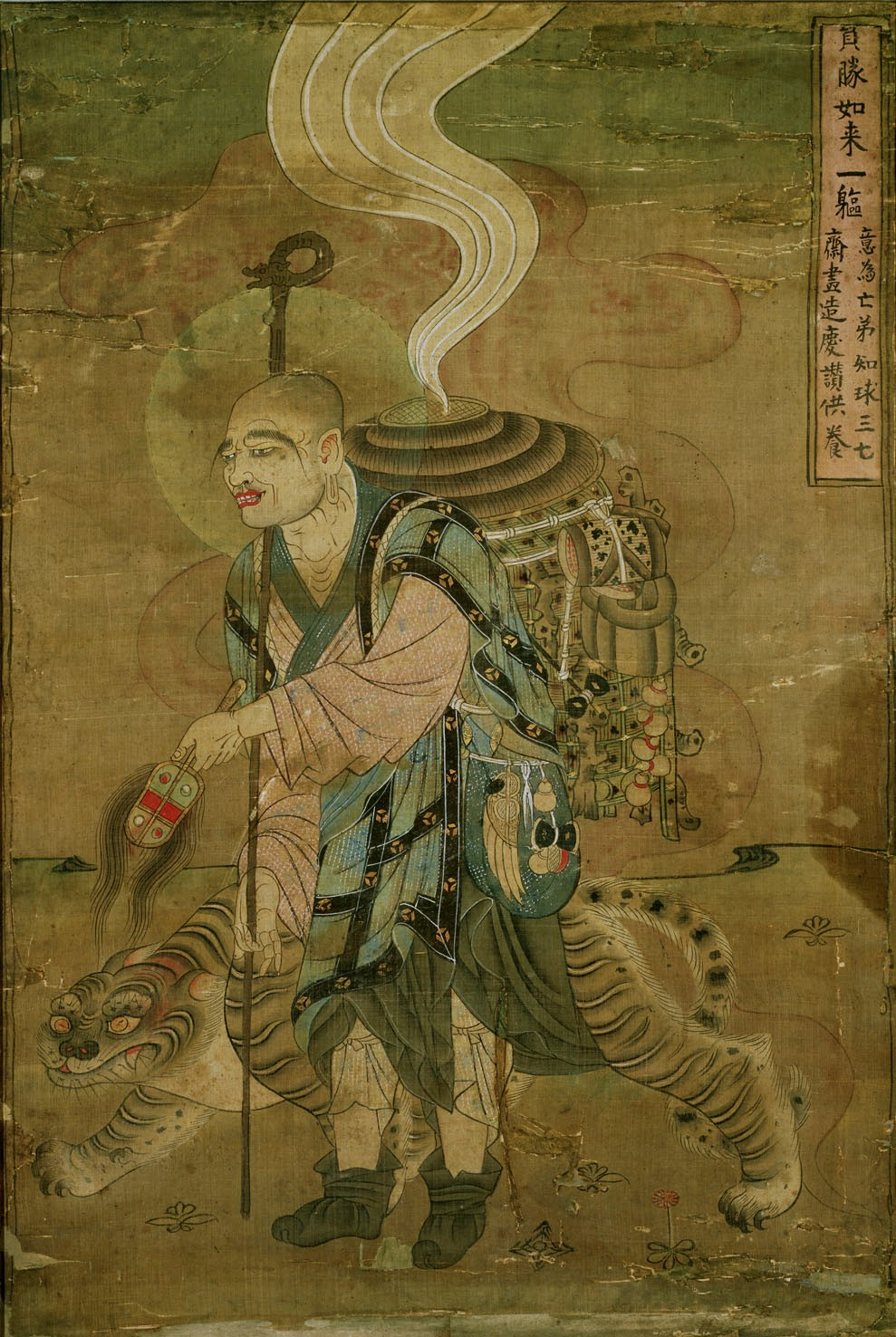
Предполагаемое изображение Сюаньцзана. Танка из пещеры № 17, Дуньхуан. Северная Сун. XI в. Музей Гиме, Париж. Изображения странствующего монаха с тигром и мешком, полным священных текстов, за плечами были объектом почитания наряду с изображениями Будды. Некоторые учёные считают эти рисунки изображениями монаха Баошэна, которого в поздние времена стали воспринимать как божество-покровителя паломников

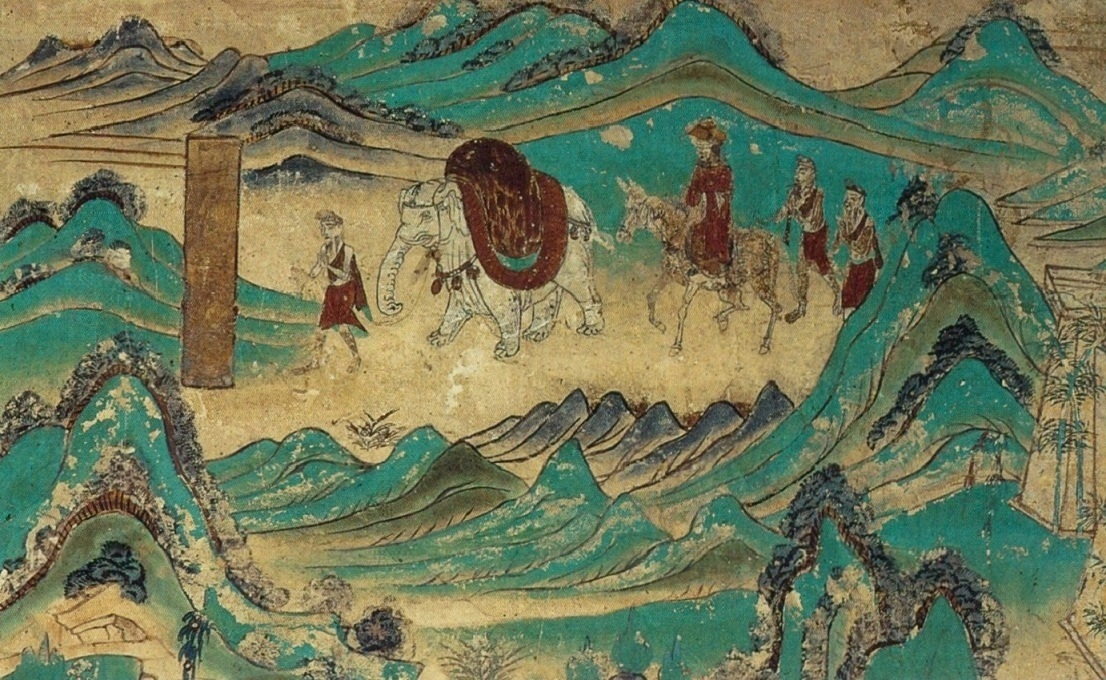
Сюаньцзан возвращается из Индии. Роспись пещеры 103 монастыря Цяньфодун в Дуньхуане. Период Высокой Тан (712-765гг). Сюаньзцан возвращается через горы Памира с белым слоном, которого ему подарил индийский царь. Когда на караван напали бандиты, слон, спасаясь, побежал к реке и утонул

В Джелалабаде было много ступ и монастырей, но мало буддийских монахов. Сюаньцзан прошёл через Хайберский проход и попал в Пешавар, бывшую столицу Гандхары. Пешавар утратил своё былое могущество, буддизм был в упадке. Сюаньцзан посетил в окрестностях города святые места и ступы, в частности ступу Канишки. Эта ступа к юго-западу от Пешавара была обнаружена в 1908 году Спунером, что помогло восстановить ход путешествия Сюаньцзана.
От Пешавара Сюаньцзан направился в долину Сват, где находится Уддияна. Там он увидел 1400 старых монастырей, в которых до этого было 18 000 монахов. Оставшиеся монахи принадлежали одной из школ махаяны.
Далее он попал в долину Бунер, оттуда через Шабаз Гхархи направился к реке Инд в Хунд, пересёк реку и направился в государство Таксила, где господствовала махаяна. Таксила была вассальным царством Кашмира. Здесь он увидел сотню монастырей и более 5000 монахов, встретил одарённого махаянского монаха и провёл два года (631—633), изучая махаяну и другие буддийские школы. Сюаньцзан упоминает о Четвёртом буддийском соборе, который проходил в этой местности около 100 года н. э. по инициативе кушанского царя Канишки.
В 633 году Сюаньцзан покинул Кашмир и направился на юг к Чинабхукти (вероятно, современный Фирозпур), где учился около года с принцем-монахом Винитапрабхой.
В 634 году он направился на восток в Дхалабхару в восточный Пенджаб, затем посетил преимущественно хинаянские монастыри в долине Кулу, повернулся на юг в Байрат, а затем в Матхуру на реке Ямуна. Хотя там преобладал индуизм, там было около двух тысяч монахов различных направлений хинаяны и махаяны. Далее он поднялся по реке Сругна, в 635 году прибыл в Матипуру и пересёк Ганг.
Отсюда Сюаньцзан направился на юг в Санкасья (Капитха), туда, где Будда спустился с небес, затем в столицу Каньякубджа (Канауджи) североиндийского царя Харши.
Здесь в 636 году находилось 100 монастырей и 10 тысяч монахов разных школ, царь при этом бережно опекал оба буддийских направления — разные школы как хинаяны, так и махаяны. Здесь Сюаньцзан изучал сочинения хинаяны и потом направился к востоку в Айодхью (Сакета), родину школы Йогачара.
Далее Сюаньцзан направился на юг в Каушамби (Косам), где находилась «значимая (особо почитаемая) статуя Будды».
Затем он вернулся на север в Шравасти, прошёл через тераи на юге современного Непала (где находились покинутые буддийские монастыри) и добрался до Капилавасту, последнюю остановку перед Лумбини, где родился Будда. Там Сюаньцзан увидел колонну царя Ашоки и дерево, под которым родился Будда. Колонна была обнаружена Фурером в 1895, и её можно увидеть в Лумбини в настоящее время.
В 637 году Сюаньцзан направился из Лумбини в Кушинагар, место смерти Будды, потом — в Олений парк в Сарнатхе, где Будда давал первые наставления. Сюаньцзан обнаружил там 1500 постоянно живущих монахов. Далее он направился на восток в Варанаси, через Вайшали, Паталипутру (сейчас Патна) и Бодхгая. Потом он в сопровождении местных монахов прибыл в университет Наланду, где провёл следующих 2 года. Там он обучался в окружении нескольких тысяч учёных монахов. Сюаньцзан изучал логику, грамматику, санскрит и учение Йогачары.
Сюаньцзан провел много[сколько?] лет, обучаясь у виднейших индийских буддистов, посещая святые места, участвуя в диспутах между буддистами различных школ между собой, а также между буддистами и представителями других учений. После одной из таких дискуссий с двумя сторонниками школы «Серединного пути» или Мадхъямаки (последователями Нагарджуны) он написал на санскрите поэму в 3000 строф под заглавием «Об отсутствии различий между Мадхьямакой и Йогачарой» (не сохранилась). Дав обещание своему учителю Шилабхадре пропагандировать логику Дигнаги, он возвратился в 645 году в Китай.

## По возвращении в Китай
В Индии Сюаньцзан понял, что различия между китайским и индийским буддизмом не ограничиваются отсутствием нескольких глав одного из трактатов. Сюаньцзан понимал, что интеллектуальная атмосфера, научный климат, в котором действовали индийские учёные, гораздо разнообразнее китайского. Буддистам приходилось отстаивать свои позиции в спорах с многочисленными противниками, в том числе и небуддистами. Большинство индийских философских школ было неизвестно в Китае, тогда как специфика споров и терминология во многом определялись как раз идеями этих школ.

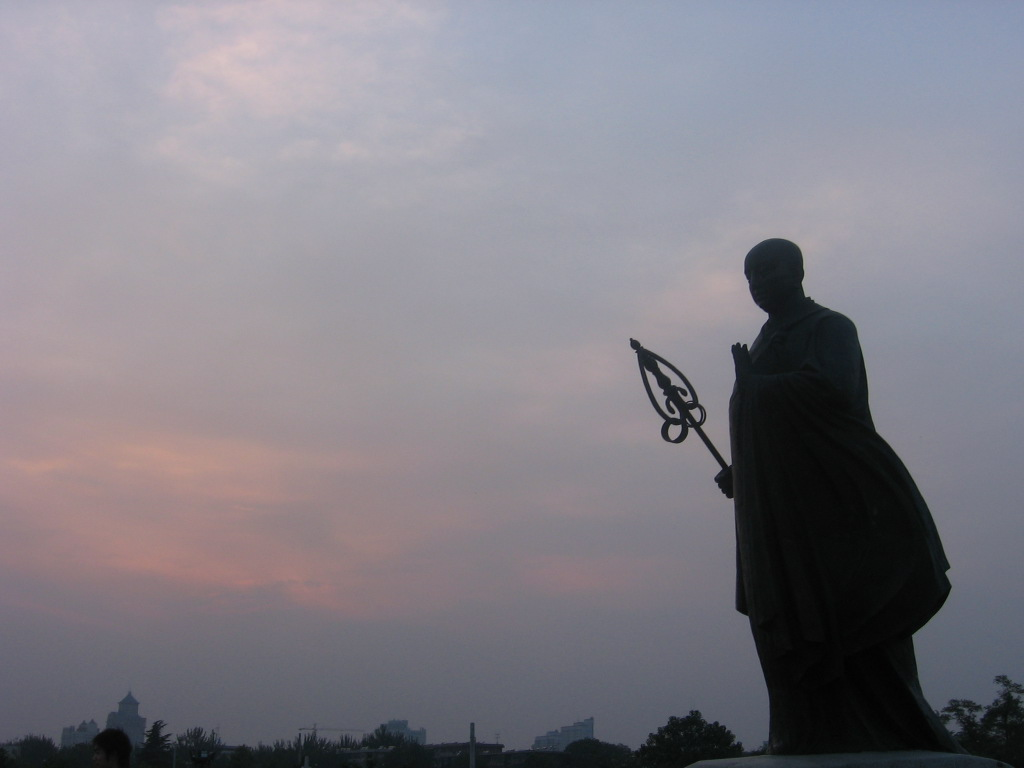
Статуя Сюаньцзана в Большой пагоде Диких Гусей, Сиань

Сюаньцзан пришёл к выводу, что санскритские термины нужно не переводить, а транслитерировать, таким образом, пополнив лексику китайского языка большим количеством неологизмов.
В Китае понятия Йогачара и Татхагата-гарбха были практически неразрывны, в Индии же ортодоксальные буддисты относились к понятию Татхагата-гарбхи подозрительно, почти отвергали её. Многие ключевые понятия китайского буддизма (например, концепция природы Будды) и соответствующие тексты (например, «Пробуждение веры в Махаяне») совершенно неизвестны в Индии.
Сюаньцзан собрал много ценнейших буддийских текстов, часть которых в подлинниках была впоследствии утрачена и сохранилась только в китайских переводах и вошла в китайский буддийский канон — так называемую китайскую Трипитаку.
Кроме того Сюаньцзан оставил важные исторические свидетельства, помогающие восстановить историю Индии и буддизма.

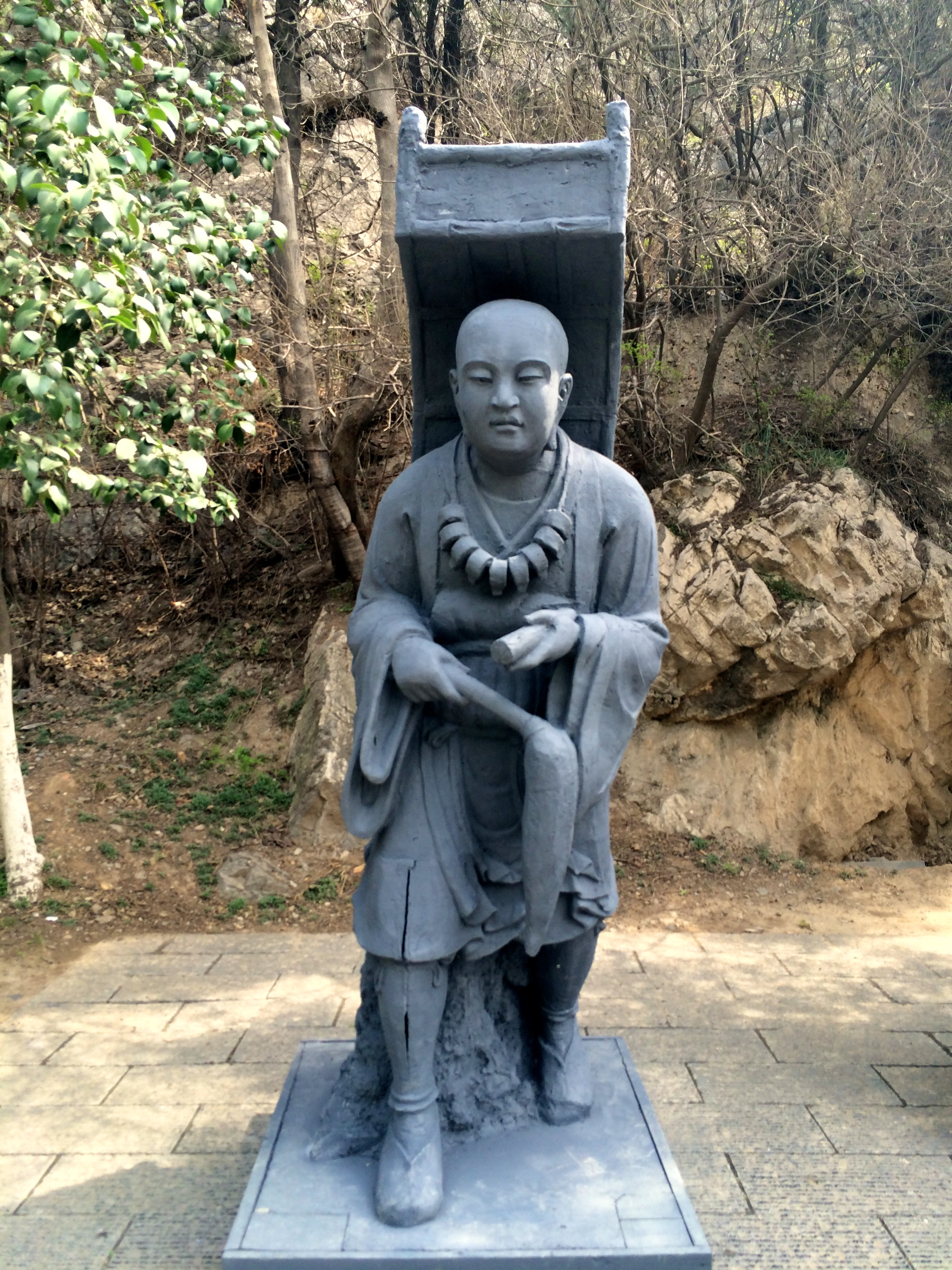
Статуя Сюаньцзана в гротах Лунмэнь, Лоян

В 646 году по заданию императора Сюаньцзан завершил свою книгу «Путешествие в Западный край [во времена] Великой Династии Тан» (大唐西域記), которая ныне переведена на многие языки, включая русский.
Рассказы Сюаньцзана привели к появлению многих легенд. Позднее во время династии Мин на сюжет его путешествия был написан знаменитый роман «Путешествие на Запад», вошедший в число классических сочинений китайской литературы и до сих пор популярный во всём мире.

## Останки Сюаньцзана, как буддийская реликвия
В 1027 году останки Сюаньцзана были перевезены из Чанъаня и перезахоронены в Нанкине. Там в XX веке во время японо-китайской войны оккупационная императорская японская армия проводила раскопки для создания синтоистского святилища. Во время этих раскопок был обнаружен череп Сюаньцзана, его принадлежность была подтверждена совместно китайскими и японскими учеными.
После этого в 1942 году часть останков Сюаньцзана была вывезена из Нанкина японцами для «защиты от ухудшения ситуации в Китае» и помещены в храм Дзион (慈恩寺), префектура Сайтама, Япония. В настоящее время часть из них хранится в Якусидзи в Наре, Япония. Другая часть в ноябре 1965 года возвращена правительством Японии правительству Тайваня и помещена в специально построенный храм Сюаньцзана на Тайване.
По другим сведениям, череп Сюаньцзана хранился как реликвия в Храме Великого Сострадания в Тяньцзине до 1956, после чего был доставлен в университет Наланда и передан Индии, сейчас он хранится в музее города Патна. В монастыре Вэньшу в Чэнду (провинция Сычуань) также хранится часть черепа Сюаньцзана.

### Китайские историко-литературные источники
- Сюань-цзан. Записки о западных странах [эпохи] Великой Тан (Да Тан си юй цзи). М.: Восточная литература, 2012. 464 с. ISBN 978-5-02-036520-9 (Первый полный перевод на русский язык Н. В. Александровой).
  - Китайские сведения о Суябе / пер. Ю. А. Зуева // Известия АН Казахской ССР. Серия истории, археологии и этнографии. № 3 (14). Алма-Ата, 1960. (Фрагмент с описанием маршрута Сюань-цзана от Аксу до Ташкента с включением записок о Суябе).
  - Выдержки из описания Индии китайским путешественником Сюан Цзаном / пер. А. М. Осипова // Хрестоматия по истории средних веков. Т. 1. М., 1961.
- Шихуа о том, как Трипитака Великой Тан добыл священные книги / пер. с кит., иссл. и прим. Л. К. Павловской. М.: Главная редакция восточной литературы издательства «Наука», 1987. 143 с.
- У Чэн-энь. Путешествие на Запад: в 4 т. / пер. А. Рогачева. М.: ГИХЛ, 1959. (2-е изд. Рига: Полярис, 1994; 3-е изд. М.: Эннеагон Пресс, 2008).
- Зуев Ю. А. Китайские известия о Суябе // Известия АН КазССР. — Сер. ист., археол. и этногр. — 1960. — Вып. 3(14). — С. 87-96.

### Западные исследования
- Julien, Stanislas. Memoires sur les contrées occidentales. — P.: L’Imprimerie impériale, 1857. — 591 p.
- Watters, Thomas[англ.]. On Yuan Chwang’s Travels in India AD 629—645 / Ed. by T. W. Davids Rhys, S. W. Bushell[англ.]. — Vol.1; Vol.2. — L.: Royal Asiatic Society, 1904; 1905. — 428; 379 p. — Reprint: — New Delhi: Munshiram Manoharlal, 1996. — 784 p.— ISBN 8121503361, ISBN 9788121503365
- Wriggins, Sally Hovey. Xuan Zang: A Buddhist Pilgrim on the Silk Road. — Boulder: Westview Press, 1996. — 263 p. — HC ISBN 0-8133-2801-2, PB ISBN 0-8133-3407-1